# Killingvektor

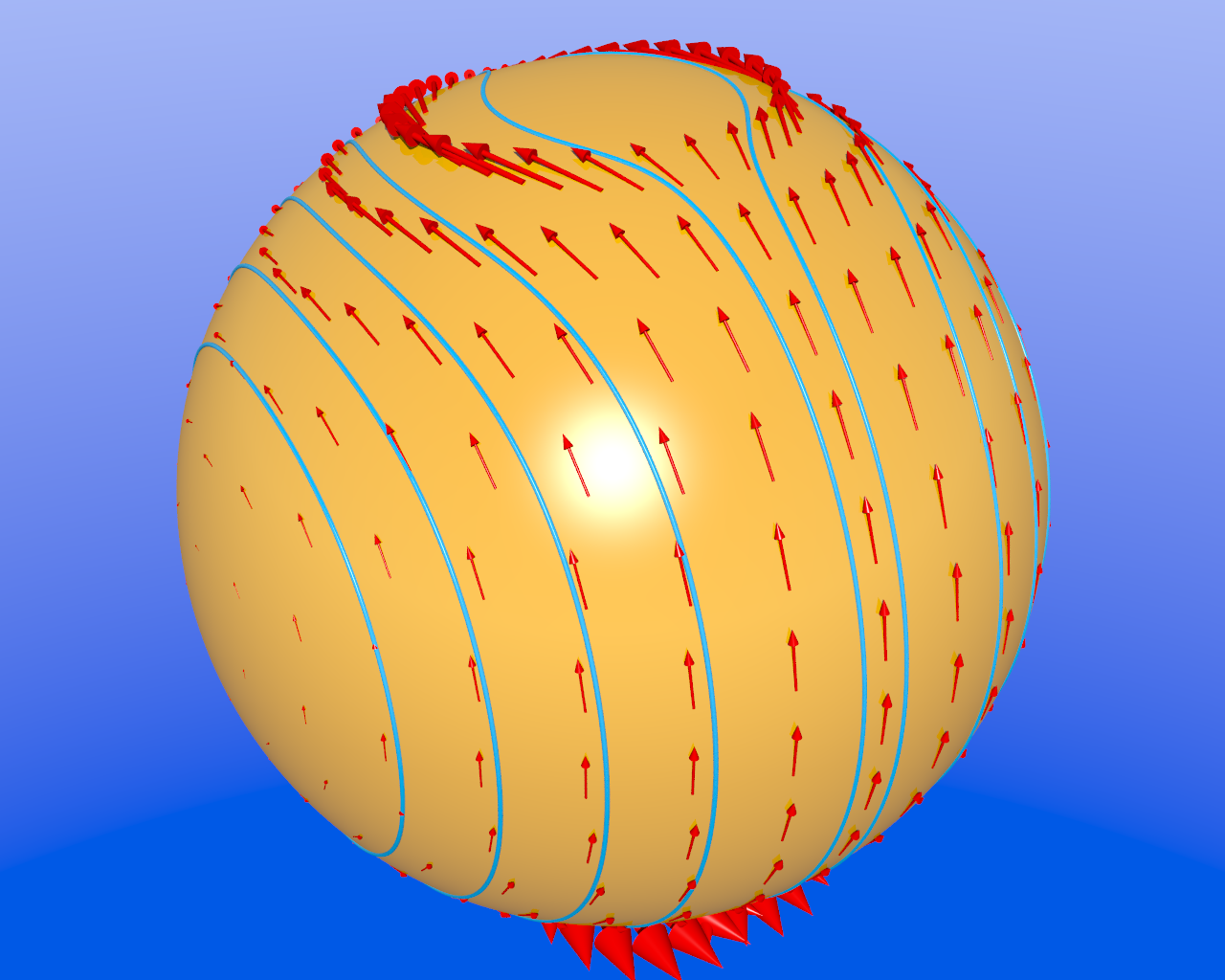
Ett Killingvektorfält (rött) med integralkurvor (blå) på en sfär.

Killingvektor är ett matematiskt begrepp inom differentialgeometrin uppkallat efter Wilhelm Killing.  Ett Killingvektorfält  är ett vektorfält på en Riemannmångfald eller pseudo-Riemannsk mångfald som bevarar metriken.  Killingfält är infinitesimala generatorer för isometrier; det vill säga, flöden alstrade av Killingfält är mångfaldens kontinuerliga isometrier.
Om de metriska koefficienterna {\displaystyle g_{\mu \nu }\,} i någon koordinatbas {\displaystyle dx^{a}\,} är oberoende av {\displaystyle x^{K}\,}, så är {\displaystyle x^{\mu }=\delta _{K}^{\mu }} automatiskt en Killingvektor, där {\displaystyle \delta _{K}^{\mu }} är Kroneckerdeltat. Om till exempel ingen av de metriska koefficienterna i en sådan koordinatbas är funktioner av tiden, så måste mångfalden automatiskt ha en tidslik Killingvektor. Detta är en koordinatberoende utsaga, men den kan generaliseras till en koordinatoberoende formulering med hjälp av Liederivatan: X är ett Killingvektorfält om {\displaystyle {\mathcal {L}}_{X}g^{ab}=0}, där {\displaystyle g^{ab}} är metriken på mångfalden.